# Mons Maraldi

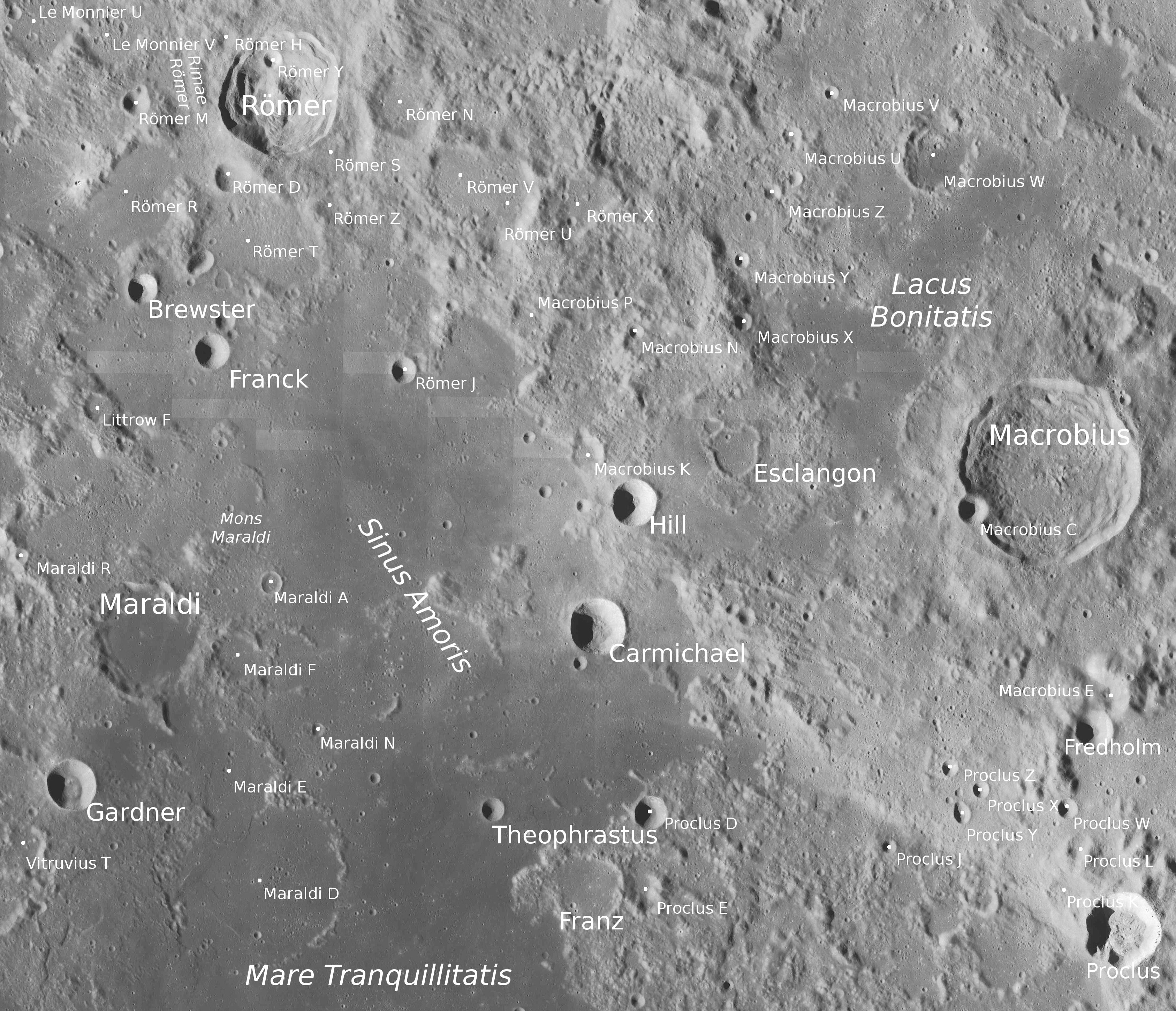
Mons Maraldi a okolí.

Mons Maraldi je horský masiv severovýchodně od zatopeného kráteru Maraldi na západním okraji Sinus Amoris (Záliv lásky) na přivrácené straně Měsíce. Leží na ploše o průměru cca 15 km, střední selenografické souřadnice jsou 20,3° S a 35,5° V.
Horský masiv je pojmenován podle blízkého kráteru Maraldi, jenž nese jméno po italském astronomovi Giovannim D. Maraldim.